# Jumbo (film, 2020)
Pour les articles homonymes, voir Jumbo.
Pour plus de détails, voir Fiche technique et Distribution.
Jumbo est un film dramatique belgo-franco-luxembourgeois, réalisé par Zoé Wittock, sorti en 2020,.

## Synopsis
Jeanne, la vingtaine, vit seule avec sa mère, Margarette depuis que son père les a quittées. Vraisemblablement atteinte d'un trouble du spectre de l'autisme, elle est timide et a du mal à communiquer avec les autres personnes. Elle a  aussi une passion pour les manèges comme ceux du parc d'attractions de la commune belge où elle a toujours vécue et où elle va travailler comme gardienne de nuit. Elle fait alors la connaissance de Marc, le nouveau directeur d'exploitation du parc, plutôt bel homme qui lui impose un rapport de séduction.
Un soir, alors qu'elle nettoie le nouveau manège, un modèle Move It 24 de KMG, qu'elle baptise Jumbo, celui-ci réagit comme un être vivant doté d'une âme en s'allumant et se mouvant spontanément en réaction aux paroles et aux gestes d'affection de Jeanne. Jeanne développe avec Jumbo un amour au point de découvrir la sexualité et connaître l'orgasme. Fière d'avoir une relation amoureuse, elle veut la faire connaître à sa mère qui ne comprend pas que Jumbo est la personne dont Jeanne est amoureuse. Margarette en a assez des folies de sa fille et la chasse de chez elle.
Jeanne, perdue dans tous ses repères, se réfugie dans la machine en marche pendant la journée puis se dispute en frappant la machine et a un rapport sexuel avec Marc. Pendant la soirée de fin de saison, où Jeanne est récompensée comme meilleure employée, Marc annonce que Jumbo ne fera plus partie du parc, par manque de rentabilité et avec l'arrière-pensée de soigner Jeanne. Parvenant à se réconcilier grâce à Hubert, le nouveau compagnon qu'elle vient de rencontrer au bar où elle est serveuse, Margarette accepte l'objectophilie, la paraphilie de sa fille. Tous les trois organisent une cérémonie de mariage entre Jeanne et Jumbo.

## Fiche technique
- Titre original : Jumbo
- Réalisation : Zoé Wittock
- Scénario : Zoé Wittock
- Musique : Thomas Roussel
- Décors : William Abello
- Costumes : Carine Ceglarski
- Photographie : Thomas Buelens
- Montage : Thomas Fernandez
- Producteur : Anaïs Bertrand
  - Coproducteurs : Gilles Chanial et Annabella Nezri
  - Assistantes de productions : Louise de Hemptinne, Manon Santarelli et Andreas Bernal
  - Producteurs associés : Camille Gentet, Caroline Piras, Pascaline Saillant, Marie Volkenner, Alain-Gilles Viellevoye et Tanguy Dekeyser
- Sociétés de production : Insolence Productions, Les Films Fauves et Kwassa Films
  - SOFICA : Sofitvciné 6
- Sociétés de distribution : Rezo Films
- Ventes internationales : WTFilms
- Pays d'origine :  France,  Belgique et  Luxembourg
- Langue originale : français
- Format : couleur
- Genre : drame
- Durée : 93 minutes
- Dates de sortie :
  - États-Unis : 24 janvier 2020 (Festival du film de Sundance 2020)
  - Belgique : 18 mars 2020 (vidéo à la demande)
  - France : 1er juillet 2020

## Distribution
- Noémie Merlant : Jeanne Tantois
- Emmanuelle Bercot : Margarette
- Bastien Bouillon : Marc
- Sam Louwyck : Hubert

## Production
Zoé Wittock s'est inspirée de l'histoire d'Erika Eiffel, une Américaine qui fut mariée à la tour Eiffel,,.
Le film a été tourné dans le parc d'attractions belge Plopsa Coo et au Luxembourg.

## Accueil

### Critique
En France, le site Allociné recense une moyenne des critiques presse de 3⁄5.
Pour Geoffrey Crété d'Écran Large, « Jumbo flirte souvent avec l'excès, les limites de son histoire et ses personnages, et bascule parfois du mauvais côté. Mais n'en demeure pas moins la sensation d'avoir sous les yeux un premier film spécial et précieux, avec un vif désir de cinéma au-delà des codes. ».
Corinne Renou-Nativel note dans le quotidien La Croix, « La réalisatrice belge Zoé Wittock signe un premier film étrange et audacieux, magnifiquement servi par Noémie Merlant mais pas totalement abouti. ».
Laurent Duroche écrit dans Mad Movies : « Il y avait mille façons d'aborder une telle histoire. [...] Zoé Wittock opte pour la plus belle option : le réalisme magique. »

## Distinctions

### Sélection
- Première mondiale : Festival de Sundance - Compétition officielle
- Première européenne : Berlinale - Section Generation (Gild Filmpreis)
- Festival du film fantastique de Gérardmer : hors compétition
- Sitges Film Festival : sélection en compétition officielle
- Festival international du film de Transylvanie 2020 : sélection en compétition officielle

### Nominations
- Magritte 2022 : meilleur premier film, meilleur acteur dans un second rôle (Sam Louwyck)